# Выстропов, Андрей Петрович
Андрей Петрович Выстропов (род. 26 декабря 1961, Волгоград) — советский и российский художник, живописец, педагог, Заслуженный художник Российской Федерации. Почётный член РАХ (2022).

## Биография
Андрей Выстропов родился в Волгограде в семье бухгалтера. Его отец был художником-любителем, мать хорошо вышивала, но сам Андрей заинтересовался живописью только в 15 лет. В 1979 году по окончании средней школы поступил в Ленинградский педагогический институт на художественно-графический факультет по специальности «учитель рисования». В 1982 году, закончив три курса Ленинградского педагогического института, был в виде исключения принят без экзаменов на второй курс Ленинградской академии художеств (мастерская Е. Е. Моисеенко), которую окончил с отличием в 1987 году. В это время его творчество испытывает на себе влияние Кандинского, Сезанна и старых итальянских мастеров. Его выпускная картина «Вдовы» выставлялась на Всесоюзном конкурсе на лучшую дипломную работу и завоевала серебряную медаль (при том, что золотая в тот год присуждена не была). Впоследствии картина выставлялась в Нью-Йоркской Академии художеств в рамках экспозиции лучших студенческих работ Академии художеств СССР.
В 1989 году, в 28 лет, Выстропов был принят в Союз художников СССР.
В начале 90-х годов XX века Выстропов на шесть лет уехал из России. Со старшим братом Андрей основал в Праге арт-агентство «Сталкер». За границей он создал более тысячи картин, организовав свыше ста персональных выставок. В это время он также работал над крупными проектами: витражами церкви Фюрстенхагена (под Берлином), циклом из четырёх масштабных полотен для премьеры мюзикла Ллойда Уэббер «Бульвар Сансет», приуроченной к открытию «Рейн-Майн-Театра» в Нидернхаузене.
Вскоре после возвращения в Россию, в 2001 году, персональная выставка работ Выстропова прошла в Российской академии художеств. На пресс-конференции, состоявшейся ранее в том же году, Выстропов сообщил, что вернулся в Россию потому, что ему не хватало духовности на Западе.
Андрей Выстропов выступает в качестве одного их художников-постановщиков Волгоградского Молодежного театра, где оформил спектакли «Три сестры», «Любовь до гроба», «Малыш и Карлсон».
В издательстве «Белый город» в серии «Мастера живописи» в 2005 году вышел посвящённый творчеству Выстропова альбом.

## Творчество и выставочная деятельность
«… основа его творчества остаётся незыблемой. Как и двадцать лет назад, язык его искусства тяготеет к метафоричности, иносказательности, ассоциативности. „Тайнопись“ его произведений по-прежнему завораживает зрителя, заставляет мысль и чувства работать в режиме высокого духовного напряжения».

Л. Ишкова
За время работы художником организовано более 100 персональных выставок в России и за рубежом.
Работы художника находятся в коллекциях Волгоградского музея изобразительных искусств и Государственного историко-мемориального музея-заповедника «Сталинградская битва», а также в частных коллекциях в России и за рубежом.
В 2013 году в Праге у коллекционера были похищены картины Выстропова стоимостью более 2 миллионов евро.

## Школа живописи Андрея Выстропова
В 2012 году Андрей Выстропов открыл в Волгограде школу живописи, имеющую выраженную социальную направленность.
Большая часть учеников — это дети, попавшие в трудную жизненную ситуацию: учащиеся школ-интернатов, воспитанники детских домов, а также дети с ограниченными возможностями здоровья. Для них занятия проводятся на бесплатной основе

## Награды и премии
Указом Президента Российской Федерации от 21 мая 2007 года Андрею Выстропову присвоено почетное звание «Заслуженный художник Российской Федерации».
Выстропов многократно отмечался наградами и премиями на уровне Волгоградской области. Так, в 2007 году он получил премию «Провинциальная Муза» в номинации «Человек года». В 2009 году художник был удостоен государственной премии Волгоградской области за цикл картин, посвящённых Великой Отечественной войне.